# Llengua murato
L'uru-murato, murato o chholo és una llengua originària de l'ètnia dels uru-muratos, una ètnia de Bolívia que tradicionalment ha viscut a la regió pròxima al llac Poopó. Actualment és una llengua extinta i només alguns ancians recorden algunes paraules de la seva llengua original (2008). Tradicionalment s'ha classificat com una llengua uru-chipaya, encara que les dades recollides recentment mostren que les paraules recordades pels ancians inclouen només algunes paraules similars al uru-chipaya, juntament amb un gran nombre de formes lèxiques d'origen desconegut.

## Aspectes històrics, socials i culturals
En l'actualitat els uru-muratos parlen aimara, quítxua i castellà, amb una tendència de reemplaçar l'aimara pel quítxua. La llengua original no es coneix bé i existeixen uns certs dubtes sobre la seva classificació. Un parell d'estudis, tots dos recents, esmenten algunes paraules d'aquesta llengua. Barragán (1992) i Alavi Mamani (2008) recullen breus llistes de vocabulari recordades per un parlant d'avançada edat que recorda paraules però no és parlant de la llengua. Un treball de camp en 2008 realitzat en Puñaca Negra María, va retrobar a un ancià que deia recordar fragments en la llengua original, encara que ell mateix admet no saber molt de la llengua.

### Distribució geogràfica
Actualment la majoria dels uru-muratos viu en tres assentaments al costat oriental del llac Poopó:
- Llapallapani prop de Santiago de Huari
- Villañeque prop de Challapata
- Puñaca prop de la ciutat de Poopó[3]

## Vocabulari
Loukotka (1968) llista els següents ítems bàsics de vocabulari per als dialectes Murato.
| glossa   | Murato    | Shapra    | Chirino |
| -------- | --------- | --------- | ------- |
| un       | minumpta  | minápta   |         |
| dos      | tsímboro  | tsímboro  |         |
| cap      | módzik    | móchi     |         |
| ull      | k-áchik   | ua-áchu   |         |
| dona     | kísa      | kísha     |         |
| foc      | sumádzi   | somási    |         |
| sol      | shári     | shári     |         |
| estrella | tsangáchi |           |         |
| dacsa    | iwwáto    | iwuádu    | yungato |
| casa     | pangózi   | pangósi   |         |
| blanc    | kantsirpi | kantsérpi |         |